# Eriko Ishino
Eriko Ishino (jap. 石野枝里子 Ishino Eriko; ur. 1 grudnia 1985 w Obihiro) – japońska łyżwiarka szybka, brązowa medalistka mistrzostw świata.

## Kariera
Pierwszy sukces w karierze Eriko Ishino osiągnęła w 2002 roku, kiedy zdobyła srebrny medal w wieloboju podczas mistrzostw świata juniorów w Collalbo. Na rozgrywanych rok później mistrzostwach świata juniorów w Berlinie była druga w wieloboju i biegu drużynowym. Kolejne dwa medale zdobyła podczas mistrzostw świata juniorów w Seulu, zwyciężając w wieloboju i zajmując ponownie drugie miejsce w biegu drużynowym. Jedyny medal w kategorii seniorek zdobyła na rozgrywanych w 2005 roku dystansowych mistrzostwach świata w Inzell, gdzie wspólnie z Nami Nemoto i Maki Tabatą zajęła trzecie miejsce w drużynie. Była też między innymi piąta na wielobojowych mistrzostwach świata w Hamar w 2004 roku oraz w biegu na 3000 m podczas dystansowych mistrzostw świata w Inzell w 2011 roku. Dwukrotnie stawała na podium indywidualnych zawodów Pucharu Świata, w obu przypadkach zajmując trzecie miejsce. Najlepsze rezultaty osiągała w sezonie 2010/2011, kiedy była piąta w klasyfikacji końcowej 3000/5000 m. W 2006 roku wystartowała na igrzyskach olimpijskich w Turynie, gdzie wspólnie z koleżankami z reprezentacji zajęła czwarte miejsce w drużynie. Na tych samych igrzyskach była też między innymi jedenasta na dystansie 5000 m oraz trzynasta w biegu na 3000 m.